# Матьё де Фуа-Комменж
Матье де Грайли, Матье де Фуа (Mathieu de Foix-Comminges, Mathieu de Grailly, Mathieu de Foix) (ум. 1453) — граф Комменжа в 1419—1443.

## Биография
Сын Аршамбо де Грайли, капталя де Бюш, и его жены Изабеллы де Фуа-Кастельбон.
Вероятно, воспитывался при французском королевском дворе, как и его старший брат Жан I де Фуа. В 1413 году посвящён в рыцари. Входил в окружение бургундского герцога Жана Бесстрашного.
Король Карл VI в благодарность за верную службу пожаловал Матье виконтство Нарбонна, которым в то время владел Гильом II де Лара — сторонник англичан, враг короля и герцога Бургундского. Однако нарбоннцы отказались признать Матье своим правителем.
16 июля 1419 года женился на графине Маргарите де Комменж, которая была на 20 лет старше его и приказала убить своего предшествующего (второго по счёту) мужа.
Опасаясь для себя подобной участи, Матье через несколько месяцев после свадьбы заточил супругу в замок Брамевак и стал единолично управлять её графством.
С 1425 года поддерживал короля Карла VII, который назначил его губернатором Дофине на двухлетний срок 1426—1428.
После смерти своего старшего брата Жана де Фуа стал регентом при его сыне Гастоне IV и в 1439 году заплатил крупные отступные оккупировавшим Фуа отрядам Родриго Вилландранго.
В 1440 году принят в члены ордена Золотого Руна.
Недовольные его правлением, жители Комменжа потребовали возвращения графини. Они обратились за помощью к Карлу VII и тот приказал освободить Маргариту. Матье отказался это сделать и перевёз жену в Фуа.
Король приказал графу Арманьяка Жану IV занять Комменж, после чего началась война между Арманьяком и Фуа.
В конце концов 9 марта 1443 года Матье де Грайли освободил жену. Вскоре после этого она умерла, завещав Комменж королю.
Овдовев, Матье в 1446 году женился вторично — на Катарине де Корраце, дочери Раймона Арно де Корраце, барона Аспе. В этом браке родились дочери:
- Жанна, с 1460 жена Жана, виконта де Караман, барона де Сен-Фели
- Маргарита, с 1471 жена Антуана де Бонневаля.

Также у него было двое незаконнорождённых детей от неизвестных любовниц:
- Жан де Фуа, епископ Дакса и Комменжа,
- Жанна Катерина де Фуа.